# Hermann Geppert
Hermann Geppert, född 1867, död 1940, var en tysk ingenjör och uppfinnare.
Geppert studerade vid de tekniska högskolorna i München och Karlsruhe och var 1895–1919 direktör för gasverket i Karlsruhe. Han är mest känd för sina 1898 påbörjade konstruktioner av kontinuerligt arbetande absorptionskylapparater med indifferent, tryckutjämnande gas, föregångare till de senare Platen-Munters-apparaterna. Experimenten kunde dock inte helt fullföljas, än mindre kommersiellt utnyttjas, främst på grund av den tidens ofullkomligheter i svetsteknik.